# Aleksander Zniszczoł
Aleksander Zniszczoł, poljski smučarski skakalec, * 8. marec 1994, Tešin, Poljska.
Zniszczoł je član kluba KS Wisła in poljske državne reprezentance. Na svetovnih mladinskih prvenstvih je osvojil ekipno in posamično srebrno medaljo leta 2012, ekipno srebrno medaljo leta 2013 in ekipno zlato medaljo leta 2014. V celinskem pokalu je med letoma 2011 in 2022 dosegel deset zmag, v sezoni 2018/19 je bil celinski podprvak zimske sezone. V svetovnem pokalu je debitiral na Turneji štirih skakalnic 30. decembra 2011 z 48. mestom. 20. januarja se je na tekmi v Zakopanih prvič uvrstil med dobitnike točk z 9. mestom. Na svetovnih prvenstvih je nastopil v letih 2015 in 2023, ko je zasedel četrto mesto na ekipni tekmi, 20. na srednji in 23. na veliki skakalnici. 5. decembra 2020 je osvojil šesto mesto na tekmi v Nižnem Tagilu. Prvič se je uvrstil na oder za zmagovalce 3. marca 2024 s tretjim mestom na tekmi v Lahtiju, 24. istega meseca je dosežek ponovil na finalu sezone na Letalnici bratov Gorišek v Planici. Skupno se je v sezoni 2023/24 desetkrat uvrstil v prvo deseterico ter jo končal na 19. mestu v skupnem seštevku svetovnega pokala kot najvišje uvrščen v svoji karieri in tudi najvišje uvrščeni poljski skakalec sezone.